# Droiders
Droiders es una empresa española de desarrollo de aplicaciones web y móvil, y desarrolladores oficiales de aplicaciones para Google Glass. Además, fueron finalistas del Android Develpemnt Challenge de 2008, ganadores del concurso de Telefónica, Movilforum de 2009 y fueron seleccionados en 2013 por la multinacional Google como uno de los primeros 80 pioneros en probar y desarrollar el dispositivo de Google Glass.
La empresa entró en concurso de acreedores en 2020 y cerro toda actividad en diciembre de ese mismo año.

## Historia
En 2008 el ingeniero informático Julián Beltrán decide crear una modesta empresa de software que en pocos meses empieza a crecer gracias a los premios recibidos y a la participación en diversos eventos informáticos. En un par de años, la empresa ya contaba con una veintena de trabajadores y se posicionaba como un valor seguro en el campo de las aplicaciones Android y iOS en España. Pero el éxito vino de la mano de Google, que fijándose en la trayectoria de esta empresa decidió seleccionarla como uno de los 80 primeros desarrolladores oficiales de Google Glass en el mundo. Esta oportunidad hizo que Droiders creciera en todos los ámbitos posicionándose como uno de los líderes a nivel mundial en el desarrollo de aplicaciones web, móvil y Glasswear. 

### Hitos mundiales
- Primera retransmisión mundial de una operación quirúrgica con Google Glass realizada el 21 de junio de 2013 por el cirujano Pedro Guillen.[1]
- Primera aplicación del mundo para Google Glass que permite leer a personas invidentes.[2]
- Primera aplicación de Realidad Aumentada para Google Glass.[3]
- Primera aplicación bancaria para Google Glass creada para BancSabadell.[4]
- Primera retransimisión con Google Glass de un acto benéfico con Starlite Gala.[5]
- Segunda aplicación del mundo que permite leer el periódico El Mundo en Google Glass.[6]
- Primera operación maxilofacial realizada el 26 de octubre del 2013 por tres dentistas españoles (Peña, Piqueras y López) retransmitida con Google Glass.[7]
- Primera operación en Portugal retransmitida con Google Glass.
- Primera aplicación en el mundo que permite ver la televisión con Google Glass desarrollada junto al grupo español de RTVE.[8]